# Santa María del Río (León)
Santa María del Río es una localidad española perteneciente al municipio de Villaselán, en la Tierra de Cea, provincia de León, comunidad autónoma de Castilla y León.

## Geografía

### Ubicación
| Noroeste: Villamizar   | Norte: Castroañe     | Noreste: Mozos de Cea     |
| Oeste: Villamizar      |                      | Este: Villacerán          |
| Suroeste Villacalabuey | Sur: Bustillo de Cea | Sureste: Saelices del Río |

## Demografía
Evolución de la población
| Gráfica de evolución demográfica de Santa María del Río (León) entre 2000 y 2014 |
|                                                                                  |
| Población de derecho (2000-2014) según el padrón municipal del INE               |